# Grünfeldova indická obrana
Grünfeldova indická obrana je šachové zahájení charakterizované tahy 1. d4 Jf6 2. c4 g6 3. Jc3 d5 (ECO D70-D99). Černý dovoluje svému soupeři, aby vybudoval mohutný pěšcový střed, aby jej pak, často čistě figurově, všemi možnými prostředky zničil.

## Historie zahájení
Zahájení je pojmenováno po rakouském šachistovi Ernstu Grünfeldovi, který jej poprvé použil v roce 1922. Později je do svého repertoáru zařadili šachisté světového formátu, např. Vasilij Smyslov, Viktor Korčnoj a Robert Fischer. Obranu často používal i Garri Kasparov včetně jeho duelů o titul mistra světa s Anatolijem Karpovem v letech 1986, 1987 a 1990 a Vladimirem Kramnikem v roce 2000. Z v současnosti aktivních hráčů toto zahájení hrají např. Peter Léko, Peter Svidler, Loek Van Wely a Luke McShane.
Grünfeldovou indickou obranou byla mimo jiné sehrána i partie století mezi Donaldem Byrnem a tehdy třináctiletým Robertem Fischerem.

## Výměnná varianta
Výměnná varianta je v současnosti hlavním postupem proti Grünfeldově indické obraně. Vzniká po pokračování 4. cxd5. Bílý zde buduje silný pěšcový střed, pointa protihry černého často spočívá na takřka čisté figurové hře proti bílým pěšcům. Velmi často se zde pokračuje takto 4. … Jxd5 5.e4; někdy se hrává 5. Ja4, cílem tohoto tahu je přivést pod tlak černého jezdce na poli d5. Pozice je v celém průběhu partie velmi komplikovaná, nabízí šance oběma stranám.